# Nelson Mandela (album)
Nelson Mandela è un album del cantante senegalese Youssou N'Dour, pubblicato nel 1986.

## Tracce
1. N'Dobine
2. Donkaasi Gi
3. Wareff
4. Magninde
5. The Rubberband Man
6. Moule Moule
7. Samayaye
8. Nelson Mandela